# Jak pies z kotem (film 2018)
Jak pies z kotem – polski komediodramat z 2018 roku w reżyserii Janusza Kondratiuka. Zdjęcia kręcono w Warszawie oraz we wsi Łoś.

## Fabuła
Dwaj bracia zostali reżyserami, jednak ich życiowe drogi się rozeszły. Gdy starszy brat doznaje udaru, młodszy, mimo że ich dotychczasowe relacje były jak pies z kotem, nie pozostawia go…

## Obsada
- Robert Więckiewicz – Janusz
- Olgierd Łukaszewicz – Andrzej
- Bożena Stachura – Beata, żona Janusza
- Aleksandra Konieczna – Iga, żona Andrzeja
- Marcin Stępniak – Mateusz, syn Beaty
- Marian Buczkowski – Maniuś, przyjaciel Janusza
- Jan Kondratiuk – występuje w roli samego siebie: Jana, syna Janusza
- Vera Kondratiuk – występuje w roli samej siebie: Very, córki Janusza
- Lucyna Malec – Renia, siostra Igi
- Przemysław Glapiński – Artur, mąż Reni
- Paulina Gałązka – lekarka